# Luis Obdulio Arroyo Navarro
Luis Obdulio Arroyo Navarro (ur. 21 czerwca 1950 w Quiriguá, zm. 1 lipca 1981 okolice Los Amates) – gwatemalski męczennik, błogosławiony Kościoła katolickiego.  
Luis Obdulio Arroyo Navarro urodził się w 1950 roku w gwatemalskim Quiriguá pochodząc ze skromnej rodziny. Po pewnym czasie pracy jako mechanik w Puerto Barrios, przyjął posadę kierowcy w ratuszu w Los Amates. W wieku dwudziestu sześciu lat wstąpił do Trzeciego Zakonu Franciszkańskiego i został katechetą. Później, pogłębiając swoją drogę wiary, uczestniczył w ruchu Cursillos de Cristianidad, który Ojciec Tullio wprowadził w parafii Quiriguá. Był człowiekiem łagodnym i uczynnym, który chętnie oddawał swój czas i swoje zdolności na służbę wspólnocie parafialnej, działając jako darmowy kierowca i pomagając w pracach ręcznych, w których był szczególnie dobry.
Mimo ostrzeżeń rodziny o niebezpieczeństwie towarzyszącym księżom z parafii, Obdulio wolał pozostać z nimi, wierny służbie, którą dobrowolnie podjął. 1 lipca 1981 roku został zabity wraz ze swoim proboszczem, ks. Tullio Maruzzo, gdy wracali do domu po posłudze duszpasterskiej.
Sprawa beatyfikacji obu męczenników, promowana przez wenecką prowincję Braci Mniejszych, rozpoczęła się w 2005 roku. Ciało ojca Tullio, a później Luisa Obdulio zostało przeniesione do kościoła parafialnego Najświętszego Serca Jezusowego w Quiriguá. 9 października 2017 papież Franciszek podpisał dekret o męczeństwie jego i Tullio Maruzzo, co otworzyło drogę do ich beatyfikacji.
27 października 2018 obaj męczennicy zostali ogłoszeni błogosławionymi podczas eucharystii pod przewodncitwem kard. Giovanni Angelo Becciu.  